# Ipotesi Azoica

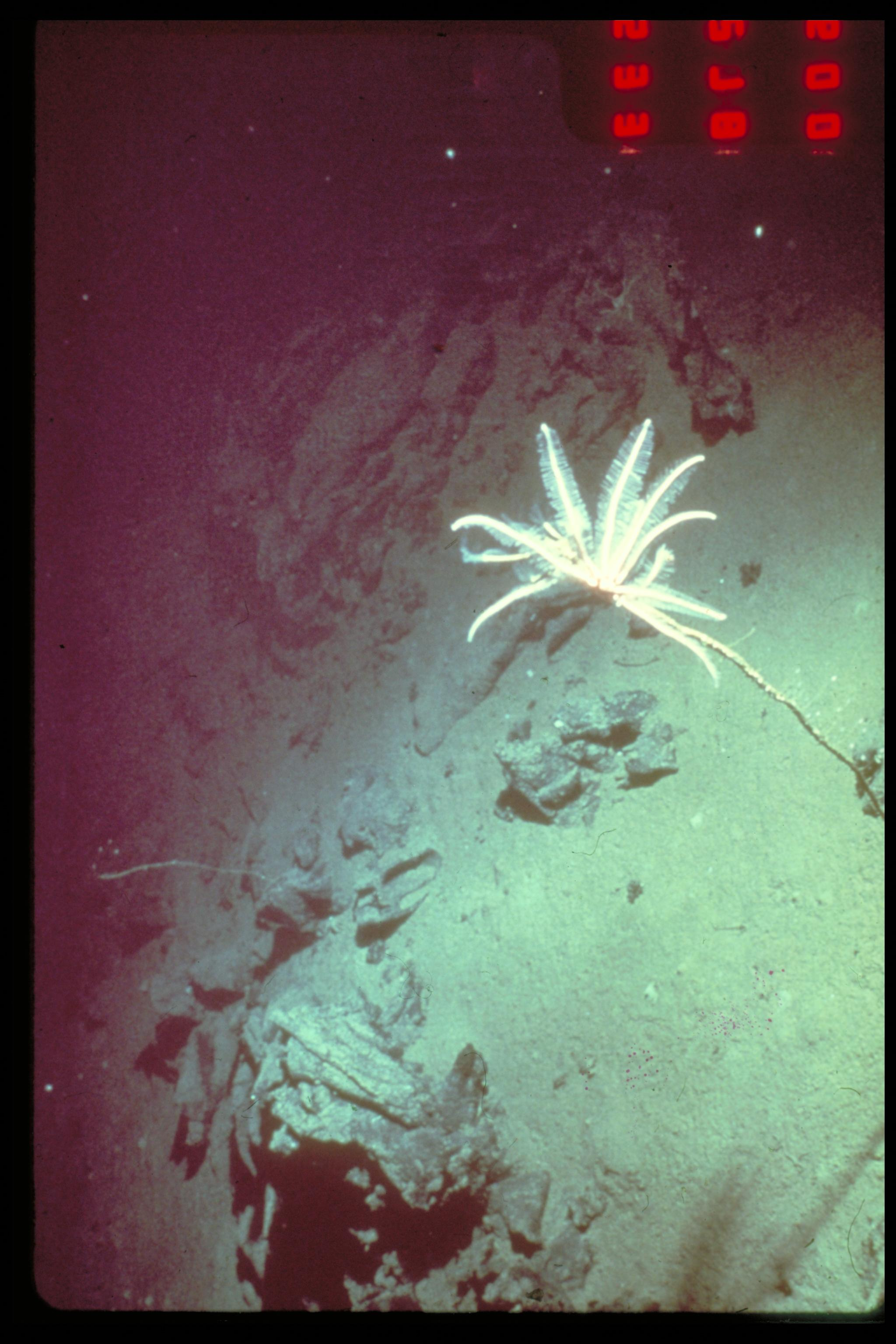
Crinoide fotografato a 2800 m di profondità dalla spedizione CYAMEX (1978)

L'ipotesi Azoica (a volte indicata come teoria dell’Abisso) è una teoria scientifica superata proposta da Edward Forbes nel 1843, che affermava che l'abbondanza e la varietà della vita marina diminuivano con l'aumentare della profondità e, per estrapolazione, Forbes calcolò che la vita marina cesserebbe di esistere oltre le 300 braccia (550 m) di profondità.

## Panoramica
La teoria si basava sulle scoperte di Forbes durante la spedizione della HMS Beacon, una nave da esplorazione sulla quale era stato nominato naturalista dal comandante della nave, il capitano Thomas Graves. Con Forbes a bordo, il 17 aprile 1841 la HMS Beacon salpò da Malta per navigare nel mar Egeo. Forbes iniziò a prelevare campioni, dragando a varie profondità; osservò che i campioni provenienti da profondità maggiori mostravano una diversità biologica ridotta e creature generalmente di dimensioni più piccole.

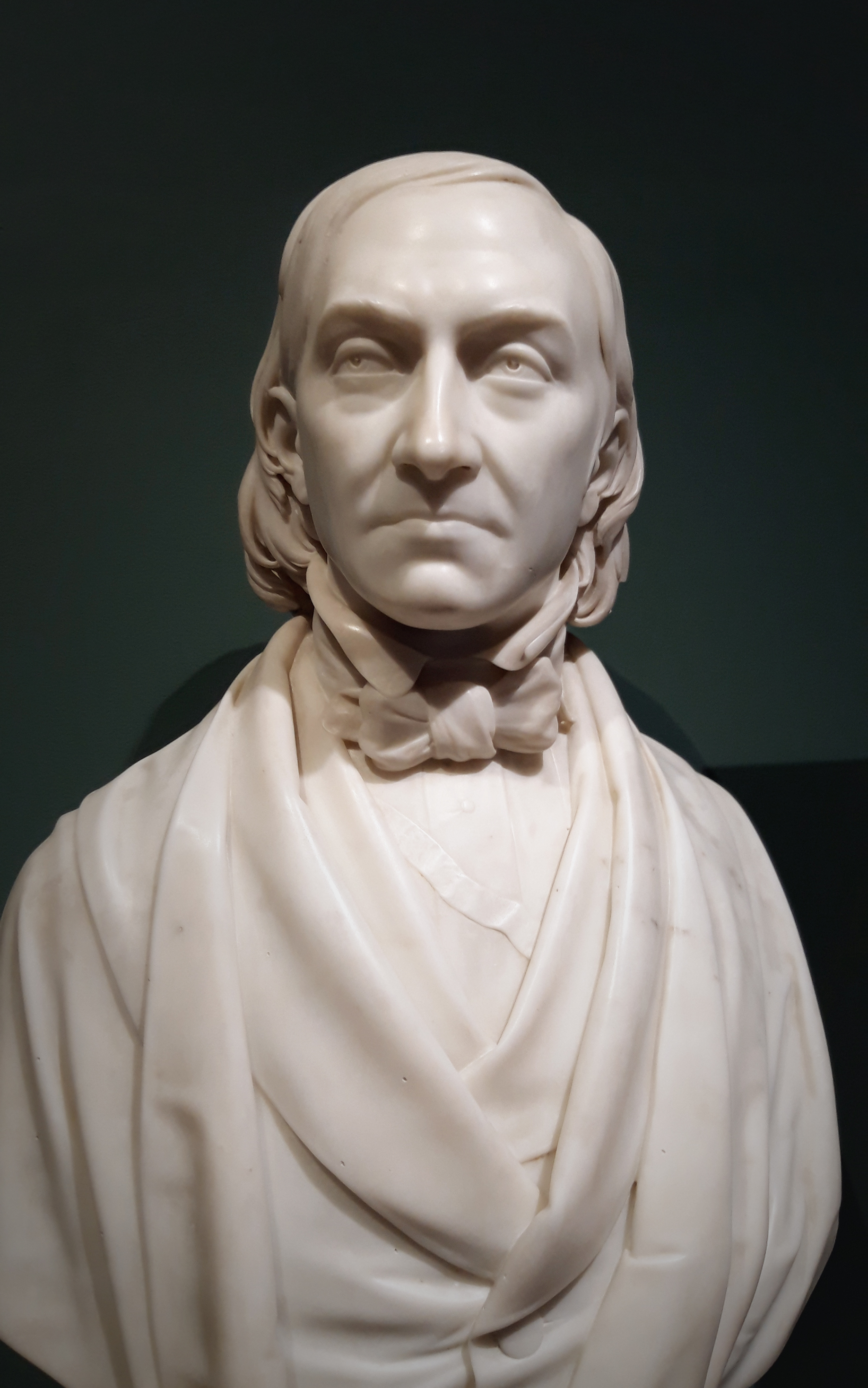
Busto di Forbes nel suo villaggio natale, nell'isola di Man

Forbes pubblicò le sue scoperte nell'Egeo nel rapporto del 1843 alla British Association intitolato Report on the Mollusca and Radiata of the Aegean Sea. Le sue scoperte furono ampiamente accettate dalla comunità scientifica e sostenute da altre personalità dell'epoca. David Page, un rispettato geologo, rafforzò la teoria affermando che "secondo gli esperimenti, l'acqua alla profondità di 1000 piedi è compressa per un rapporti di 1⁄340 e che a questo tasso di compressione sappiamo che a grandi profondità la vita animale e vegetale a noi nota non può assolutamente esistere – le estreme depressioni dei mari sono quindi, come le estreme elevazioni della terra, solitudini sterili e senza vita."
L'ipotesi Azoica non fu smentita fino alla fine degli anni 1860, quando il biologo Michael Sars, professore di zoologia all'Università di Christiania (oggi Oslo), scoprì vita a una profondità maggiore delle 300 braccia indicate da Forbes. Sars elencò 427 specie animali che erano state trovate lungo la costa norvegese a una profondità compresa fra 350 e 550 metri fra il 1850 e il 1868, e diede una descrizione di un crinoide, il Rhizocrinus lofotensis, che suo figlio aveva recuperato a una profondità di 300 braccia nelle isole Lofoten. Nel 1869, Charles Wyville Thomson dragò specie marine a una profondità di 2 345 braccia (4 289 m), smentendo ulteriormente la teoria azoica di Forbes.
Alla luce di queste prove, l'ipotesi Azoica iniziò ad essere considerata un'ipotesi errata, stimolando ulteriormente l'esplorazione delle profondità marine e della vita che vi si trova. La confutazione definitiva arrivò dal successo della spedizione Challenger (1872-1876), anche se rimase un problema aperto all'epoca come potessero sopravvivere specie marine profondità abissali.